# Vladimír Groh

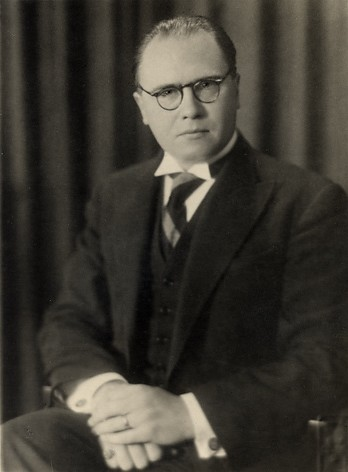
Vladimír Groh

Vladimír Groh (26. ledna 1895 Holešov – 30. září 1941 Brno) byl český klasický filolog a historik. Působil jako profesor starověkých dějin na Filosofické fakultě Masarykovy univerzity v Brně a jako profesor suploval i na Univerzitě Komenského v Bratislavě. V letech 1936 až 1937 zastával pozici děkana Filosofické fakulty Masarykovy univerzity. Za nacistické okupace se zapojil do odbojové organizace Obrana národa. V roce 1941 byl nacisty zatčen a popraven ve věznici gestapa v Kounicových kolejích v Brně.

## Život
Narodil se v Holešově do rodiny Karla Groha a jeho manželky Jitky, rozené Fischerové. Jeho strýcem byl architekt Vladimír Fischer.

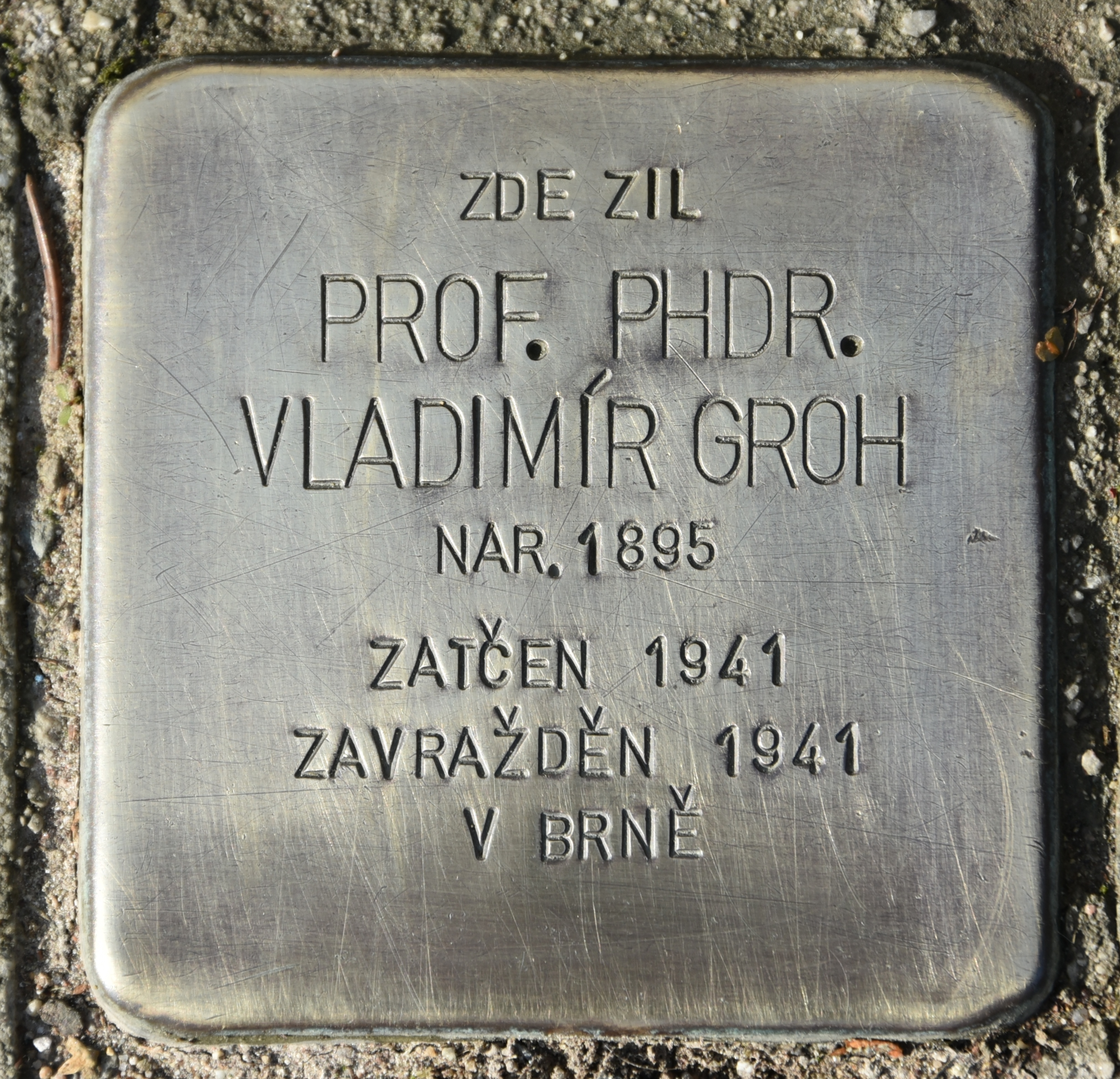
Stolperstein pro Vladimíra Groha v Brně

Vystudoval na gymnáziu v Brně a od roku 1913 žil s matkou v Praze. Mezi roky 1913 až 1919 studoval klasickou filologii na Filosofické fakultě Univerzity Karlovy. Stejný obor pak v letech 1919 až 1920 studoval také na literární fakultě Královské univerzity v Římě. Doktorský titul získal 9. října 1918 na Filosofické fakultě Univerzity Karlovy. Profesorský pak na témže místě obdržel 25. března 1921. Po roce 1918 působil osm let jako středoškolský profesor na gymnáziích v Praze. 
Byl členem Královské české společnosti nauk, Matice moravské a Československé obce sokolské.
Dne 10. července 1920 se v Praze oženil s Marií Roubalovou. Měli spolu syna Vladimíra (1921–1986), který byl během války vězněn na Špilberku a v koncentračním táboře v Sachsenhausen. V roce 1948 odpromoval na lékařské fakultě Masarykovy univerzity a zemřel v emigraci.

## Akademická dráha
V roce 1931 nastoupil jako řádný profesor starověkých dějin na Filosofické fakultě Masarykovy univerzity v Brně. Mezi lety 1934 až 1939 pracoval jako suplující profesor i na Univerzitě Komenského v Bratislavě. Od roku 1936 do roku 1937 byl sedmnáctým děkanem Filosofické fakulty Masarykovy univerzity.

## Protinacistický odboj a smrt
Během nacistické okupace se účastnil odboje v rámci odbojové skupiny Obrany národa. Byl zatčen 6. února 1941 a 30. září téhož roku byl brněnským stanným soudem odsouzen za rušení veřejného pořádku a bezpečnosti a za přípravu velezrady k trestu smrti. Vladimír Groh byl v Kounicových kolejích popraven ještě téhož dne a jeho tělo bylo 1. října zpopelněno v brněnském krematoriu.

## Dílo
- Státní zřízení římské (1921)
- Řím – studie o jeho počátcích (1923)
- Řečtí filosofové a mystici II (1926)
- Sofistické hnutí ve starověku (1927)
- Úcta svatováclavská. Pravda a legendy (1928)
- Starý Řím (1931)
- Starověk I. Dějiny Blízkého východu a řeckých počátků (1935)
- Dějiny Blízkého východu a řeckých počátků (1935)
- Život ve starém Římě (1936)

## Památka

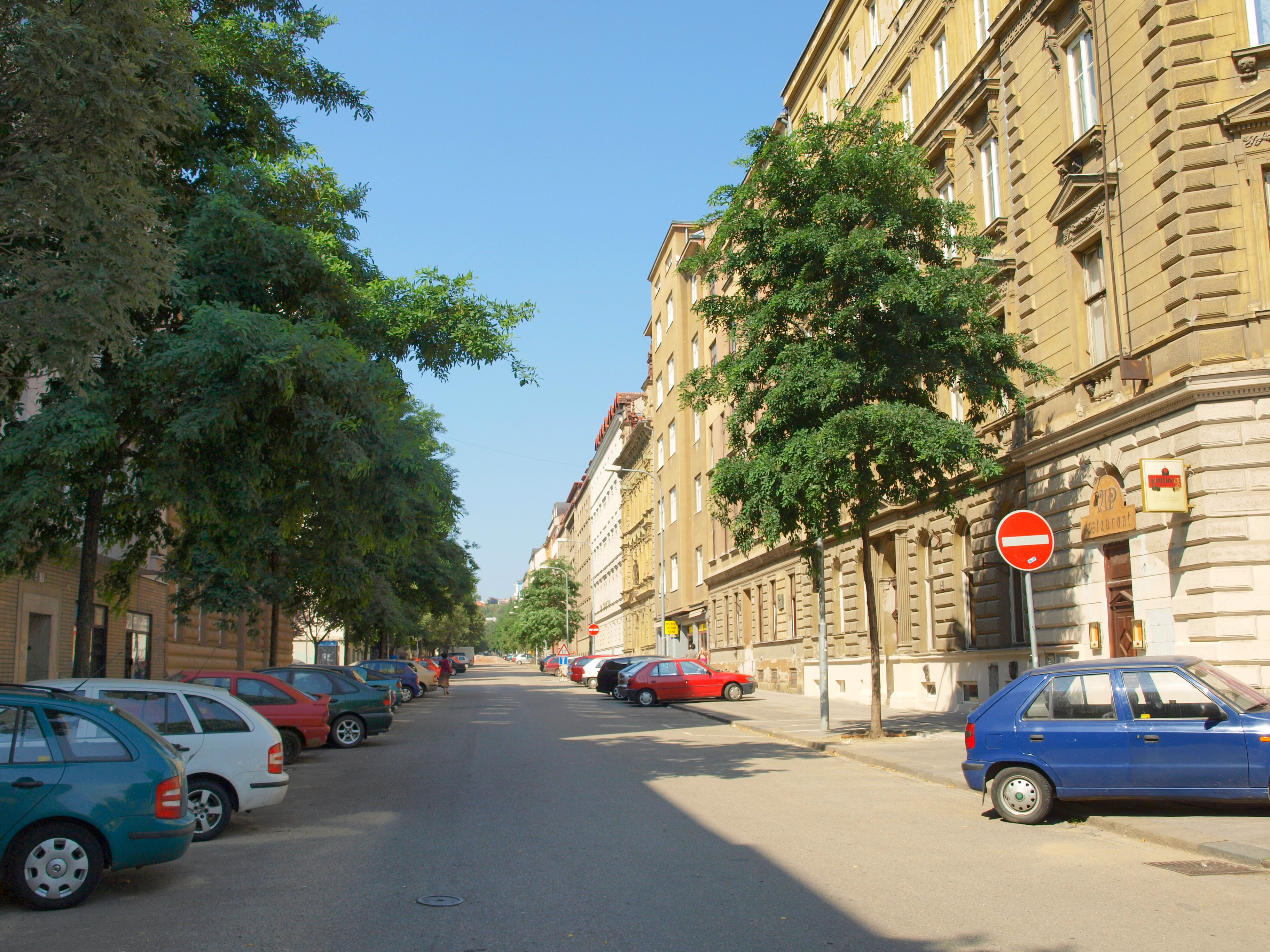
Grohova ulice obepínající areál Filozofické fakulty Masarykovy univerzity v Brně

Památku Vladimíra Groha ctí vícero pamětních desek. Jeho jméno lze nalézt na památnících umístěných na budově Tyršova domu v Praze, na jeho rodném domě v Holešově či v budově Filozofické fakulty v Brně.
Od 25. září 1946 až do současnosti pak jeho jméno nese bývalá Sirotčí ulice dotýkající se hlavního areálu Filozofické fakulty Masarykovy univerzity v Brně.
V roce 1973 byla bývalá ulice Súhrady, též zvaná Hřbitovní, v Holešově pojmenována nově Grohova, a toto jméno nese do současnosti.